# Blood on the Dance Floor
Blood on the Dance Floor ist ein Lied von Michael Jackson und die erste Single von seinem Album Blood on the Dance Floor – HIStory in the Mix. Jackson und Teddy Riley schufen den Track für das Ende 1991 veröffentlichte Album Dangerous. Allerdings schaffte es dieses Lied nicht auf besagtes Album. So wurde es, in einer leicht veränderten Form, erst im März 1997 kommerziell veröffentlicht. Der Song handelt von einer gefährlichen Frau namens Susie. Diese verführt Jackson, bevor sie versucht, ihn mit einem Messer niederzustechen. Die Komposition umfasst viele Genres, von Rock bis Funk.
Der Song wurde von Kritikern mit der Musik von Dangerous verglichen. Auffällig sind der aggressive Ton und Jacksons Gesangsstil sowie die Bandbreite der Genres und die unterschiedlichen Möglichkeiten, den Text zu deuten. Die Rezensionen zur Zeit der Veröffentlichung waren gemischt. Heutzutage sind sie jedoch meist positiv.
Zu Blood on the Dance Floor gibt es ein Musikvideo, welches seine Premiere bei Top of the Pops feierte. Es fokussiert sich auf „Susie“, welche Jackson in einem Tanz zu verführen versucht, bevor sie ein Schnappmesser öffnet. Das Lied war in mehreren Ländern, inklusive Großbritannien, ein Nummer-1-Hit.

## Produktion und Musik
Teddy Riley steuerte den Namen zu diesem Song bei, während Michael Jackson den Titel für Dangerous schrieb und aufnahm. Allerdings schaffte es den Sprung auf das Album nicht. Riley war laut Berichten wütend, dass Jackson sich nicht bei ihm gemeldet hatte, um den Song nochmals zu überarbeiten. Jackson wollte den Song dann auf Blood on the Dance Floor – HIStory in the Mix veröffentlichen, jedoch fanden sich statt den Originalaufnahmen nur eine CD mit dem Originaltrack, die für eine Veröffentlichung mangelnde Audioqualität aufwies. So nahm Buxer die Instrumentalisierung des Titels nach und nach erneut auf. Außerdem musste Jackson sämtliche Vocals erneut aufnehmen. 
Zu hören sind unter anderem eine Gitarre und ein Piano, letzteres spielt in den Tonhöhen von F2-Eb5. Jacksons Gesang umfasst C4-C5 und Teile des Lieds sind in As-Dur gespielt.
Neben Rock, Pop, Dance und Funk wird der Titel auch mit New Jack Swing in Verbindung gebracht. Neil Strauss von der New York Times glaubt, dass die im Song beschriebene, gefährliche Frau, eine Metapher für AIDS sei.

## Reaktionen
Die Dallas Morning News beschrieb Blood on the Dance Floor als eine „wütende Geschichte einer hinterhältigen Frau“. Michael Saunders vom Boston Globe beschrieb es als einen „mittelmässigen Dance-Funk Verschnitt“. Anthony Violenti von Buffalo News schrieb, dass der Song „in Teddy Rileys neuen Jack-Swing-Sound und einen stampfenden Techno-Beat“ geschnürt sei. Die Cincinnati Post charakterisierte den Song als einen „farblosen, ersten Release und einen veralteten Dance-Track“. Das Album hingegen erhielt eine positive Wertung. Jim Farber von den New York Daily News beschrieb den Gesang und die Musik als „stranguliertes Gemurmel mit zwergenartigem Schluckauf anstelle eines Gesangs“ und notierte, dass „pseudoindustrielle Musik in etwa so angenehm wie eine Migräne sei“.
William Ruhlman von Allmusic meinte, Blood on the Dance Floor sei ein schneller Jackson-Song in der steigend-hysterischen Tradition von Billie Jean und Smooth Criminal, während Jackson schnaufend und keuchend sich durch einen Nonsens über eine Stecherei kläfft, begleitet von einem generischen Electronic Dance Track. Stephen Thomas Erlewine, ebenfalls von Allmusic, hatte eine negative Reaktion zum Lied. Er beschrieb es als „öde Neuauflage von Jam und Scream“.
Kritiker Nelson George verglich den Song mit Material von Dangerous, vor allem den gefeierten Titeln Jam und Dangerous. Er beschrieb ihn als „sich einhämmernden Song, der förmlich aus dem Radio explodiert“. J. Randy Taraborrelli, ein langjähriger Jackson-Kritiker, gab eine rückblickende Analyse des Albums in der Biographie The Magic & the Madness. Taraborrelli fand, Blood on the Dance Floor wäre „einer der besten Jackson-Songs überhaupt und ein Song, von dem die US-Fans nicht mal wüssten, dass er überhaupt existiere“. Im Jahre 2005 meinte J. T. Griffith von Allmusic, dass im Nachhinein gesehen Blood on the Dance Floor eigentlich ein guter Song war. Er erklärte, dass es sich um einen „zweitklassigen Mix aus Beat It und Thriller“ handle. Jedoch seien Jacksons Fehltritte besser als die meisten anderen Pop-Songs. Der Titel zeige alle Markenzeichen Jacksons, wie das „oohing“, das Knurren und der stark Funk-lastigen Basslinie. Es sei schwer, den Titel zu hören, ohne einen Moonwalk aufs Parkett zu legen oder wie ein Ghul zu tanzen.

## Live
Blood on the Dance Floor war der einzige Track aus dem Album, welcher auf der HIStory World Tour live gespielt wurde.

## Musikvideo
Der Videoclip für Blood on the Dance Floor wurde von Jackson und Vincent Paterson gedreht. Die Premiere hatte das Video bei Top of the Pops in Großbritannien am 28. März 1997, was mehrere Wochen vor der eigentlichen Veröffentlichung war. Der Clip beginnt mit einem geworfenen Schnappmesser, das in einem aufgemalten Bild stecken bleibt. Es handelt sich hier um ein blutiges Liebesherz mit dem Text „SUSIE + ME“ darüber geschrieben. Jackson und eine Gruppe von Tänzern betreten dann den Salsaclub, wo er mit einer Frau zu tanzen beginnt. Diese Frau ist „Susie“. Danach ist Jackson sitzend zu sehen, während die Tänzerin, auf einem Tisch vor ihm stehend, tanzt. Während des Videos zeigt Jackson ein Interesse an der Frau, gespielt von Sybil Azur. Das Video endet im selben Stil wie es beginnt, mit dem Messer im Bild steckend. Das Musikvideo gewann den Brazilian TVZ Video Award für das beste internationale Musikvideo des Jahres.
In einem Interview bezüglich des Videos, sagte Azur: „Ich wurde von Vincent Paterson angerufen, um im Video von Blood on the Dance Floor dabei zu sein. Man wollte ein Latin-Feeling, eine Art Mambo. Ich erschien am Drehort mit einem Salsa-Kleid, Strümpfen, High-Heels und mein Haar war hochgesteckt, mit einer Blume darin. Ich war bereit für die Kamera. Ich erschien bereits dort mit dem ganzen Outfit. Es ist nicht so, dass Produzenten nicht sehen können was sie mögen, oder das Potenzial in jemandem nicht sehen, aber ich helfe ihnen ihre Vision zu sehen.“
Ein „Refugee Camp Mix“ von Blood on the Dance Floor erschien auf Jacksons Video HIStory on Film, Volume II. Das Original des Liedes ist auf der DVD Number Ones zu sehen, welche auch unveröffentlichte Szenen enthält. Des Weiteren nahm Paterson eine unveröffentlichte, alternative Version des Videos auf. Gefilmt wurde diese Version mit einer 8-mm-Kamera. Schriftsteller Dabvid Noh beschrieb es als unscharf, überbelichtet und extrem sexy. Laut Paterson war Michael Jackson vom alternativen Video begeistert. Allerdings weigerte sich Sony, es zu veröffentlichen.
Die New York Times beschrieb den Aufwand, der für die Werbung von Blood on the Dance Floor: HIStory in the Mix in den USA betrieben wurde, als dezent. Die Werbung wurde kaum wahrgenommen und erstaunte auch viele Leute aus der Industrie. Jacksons Plattenfirma Epic Records verteidigte sich gegen diese Vorwürfe und sagte, dass das Label komplett hinter dem Album stehe und Jackson einer der Superstars sei und auch so behandelt würde. Das Label hätte sich einfach auf den internationalen Markt konzentriert. Die New York Times gestand ein, dass die Promotion für das Album international stärker war, da Jackson dort auch mehr Zugkraft und Popularität besaß.

## Kommerzieller Erfolg

### Chartplatzierungen
Blood on the Dance Floor erreichte in Deutschland Rang fünf der Singlecharts und platzierte sich eine Woche in den Top 10 sowie 14 Wochen in den Charts. Darüber hinaus erreichte das Lied für eine Woche die Chartspitze der deutschen Airplaycharts. In Österreich erreichte die Single Rang neun und platzierte sich ebenfalls eine Woche in den Top 10 und zwölf Wochen in den Charts. In der Schweizer Hitparade erreichte die Single mit Rang fünf seine höchste Chartnotierung und platzierte sich drei Wochen in den Top 10 sowie 18 Wochen in der Hitparade. Im Vereinigten Königreich avancierte Blood on the Dance Floor zum siebten Nummer-eins-Hit, der sich eine Woche an de Chartspitze, zwei Wochen in den Top 10 und 13 Wochen in den Charts platzieren konnte. In US-amerikanischen Billboard Hot 100 erreichte die Single in elf Chartwochen mit Rang 42 seine höchste Chartnotierung. Der Song erreichte außerdem in den USA Platz 19 der R&B/Hip-Hop Single Charts und Platz 2 der Dance Single Sale Charts. Insgesamt konnte sich der Song in vier Ländern auf dem ersten Platz der Charts platzieren.
| ChartsChartplatzierungen           | Höchstplatzierung | Wochen |
| ---------------------------------- | ----------------- | ------ |
| Deutschland (GfK)                  | 5 (14 Wo.)        | 14     |
| Österreich (Ö3)                    | 9 (12 Wo.)        | 12     |
| Schweiz (IFPI)                     | 5 (18 Wo.)        | 18     |
| Vereinigte Staaten (Billboard)     | 42 (11 Wo.)       | 11     |
| Vereinigte Staaten (Billboard R&B) | 19 (13 Wo.)       | 13     |
| Vereinigtes Königreich (OCC)       | 1 (13 Wo.)        | 13     |

| ChartsJahrescharts (1997) | Platzierung |
| ------------------------- | ----------- |
| Deutschland (GfK)         | 92          |
| Schweiz (IFPI)            | 41          |

### Auszeichnungen für Musikverkäufe
| Land/Region                  | Auszeichnungen für Musikverkäufe (Land/Region, Auszeichnung, Verkäufe) | Verkäufe |
| ---------------------------- | ---------------------------------------------------------------------- | -------- |
| Australien (ARIA)            | Gold                                                                   | 35.000   |
| Deutschland (BVMI)           | Gold                                                                   | 250.000  |
| Neuseeland (RMNZ)            | Gold                                                                   | 5.000    |
| Vereinigtes Königreich (BPI) | Silber                                                                 | 200.000  |
| Insgesamt                    | 1× Silber · 3× Gold ·                                                  | 490.000  |

Hauptartikel: Michael Jackson/Auszeichnungen für Musikverkäufe

## Besetzung
- Produktion: Michael Jackson, Teddy Riley
- Solo, Background Vocals: Michael Jackson
- Keyboard, Synthesizer: Brad Buxer,
- Drumcomputer Programmierung: Brad Buxer, Teddy Riley (in den Credits angegeben, eigentlich nicht beteiligt)
- Digitale Systeme Programmierung: Matt Carpenter
- Toningenieure: Teddy Riley, Dave Way, Mick Guzauski
- Mix: Mick Guzauski
- Zusätzliche Toningenieure: Eddie De Lena, Andrew Scheps
- Assistierende Ingenieure: Rich July, Sam Curtis, John Mooney[24]